# District d'Aurich
Le district d'Aurich (en allemand : Regierungsbezirk Aurich) est un ancien district (1885-1978) de la province de Hanovre (1885-1945) puis de Basse-Saxe (1946-1978). Entre 1823 et 1885 la même région forma le landdrostat d'Aurich (allemand : Landdrostei Aurich). Son chef-lieu était Aurich. Le territoire du district ou landdrostat recouvrait l'ancienne Principauté de Frise-Orientale (allemand : Fürstentum Ostfriesland), à compter du 1er avril 1873, aussi l'exclave orientale de Jade (allemand : Jadegebiet), comprenant la ville de Wilhelmshaven, qui forma une ville-arrondissement depuis 1919, et fut cédée à l'État d'Oldenbourg en 1937.

## Subdivisions
Le 1er juillet 1867, le landdrostat d'Aurich (allemand : Landdrostei Aurich) était subdivisé en :
- Cinq villes autonomes (allemand : selbständigen Städte), savoir : Aurich, Emden, Esens, Leer et Norden ;
- Huit bailliages (allemand : Ämter), savoir : Aurich, Berum, Emden, Esens, Leer, Stickhausen, Weener et Wittmund.

Le 13 mars 1869, le siège du bailliage de Berum fut transféré à Norden et pris le nom de bailliage de Norden.

Le 1er avril 1873, le district de Jade (allemand : Jadegebiet) fut incorporé au bailliage de Wittmund.

Le 1er avril 1885, le landdrostat d'Aurich devint le gouvernement d'Aurich (allemand : Regierungsbezirk Aurich) et son territoire fut subdivisé en sept arrondissements (allemand : Kreise), savoir :
| 1. Arrondissement d'Aurich (allemand : Kreis Aurich) 2. Arrondissement d'Emden (allemand : Landkreis Emden), avec celui d'Emden-Ville (allemand : Stadtkreis Emden), non représenté sur la carte 3. Arrondissement de Leer (allemand : Kreis Leer) 4. Arrondissement de Norden (allemand : Landkreis Norden) 5. Arrondissement de Weener (allemand : Kreis Weener) 6. Arrondissement de Wittmund (allemand : Kreis Wittmund) |  | Le district dans la province de Hanovre |

## Landdrostes hanovriens
- 1818–1823: Hans Burchard Otto von der Decken[1]
- 1823–1824: Christoph Friedrich Wilhelm von Vangerow (de)[2]
- 1824–1831: Johann Caspar von der Wisch (de)[3]
- 1831–1838: Georg Oehlrich (de)[4]
- 1838–1840: Friedrich von Wersebe (de)
- 1841–1857: Carl Detlev Marschalck von Bachtenbrock (de)[5]
- 1857–1865: Georg Heinrich Bacmeister (de)[6]
- 1865–1866: Carl Ferdinand Nieper (de)

## Landdrostes prussiens
- 1866–1867: Carl Erxleben (de)
- 1867–1869: Karl August von Guionneau (de)
- 1869–1872: Robert Eduard von Hagemeister
- 1872–1883: Roman Xaver von Zakrzewski (de)
- 1883–1885: Adolf von Heppe

## Présidents du district
- 1885–1887: Adolf von Heppe

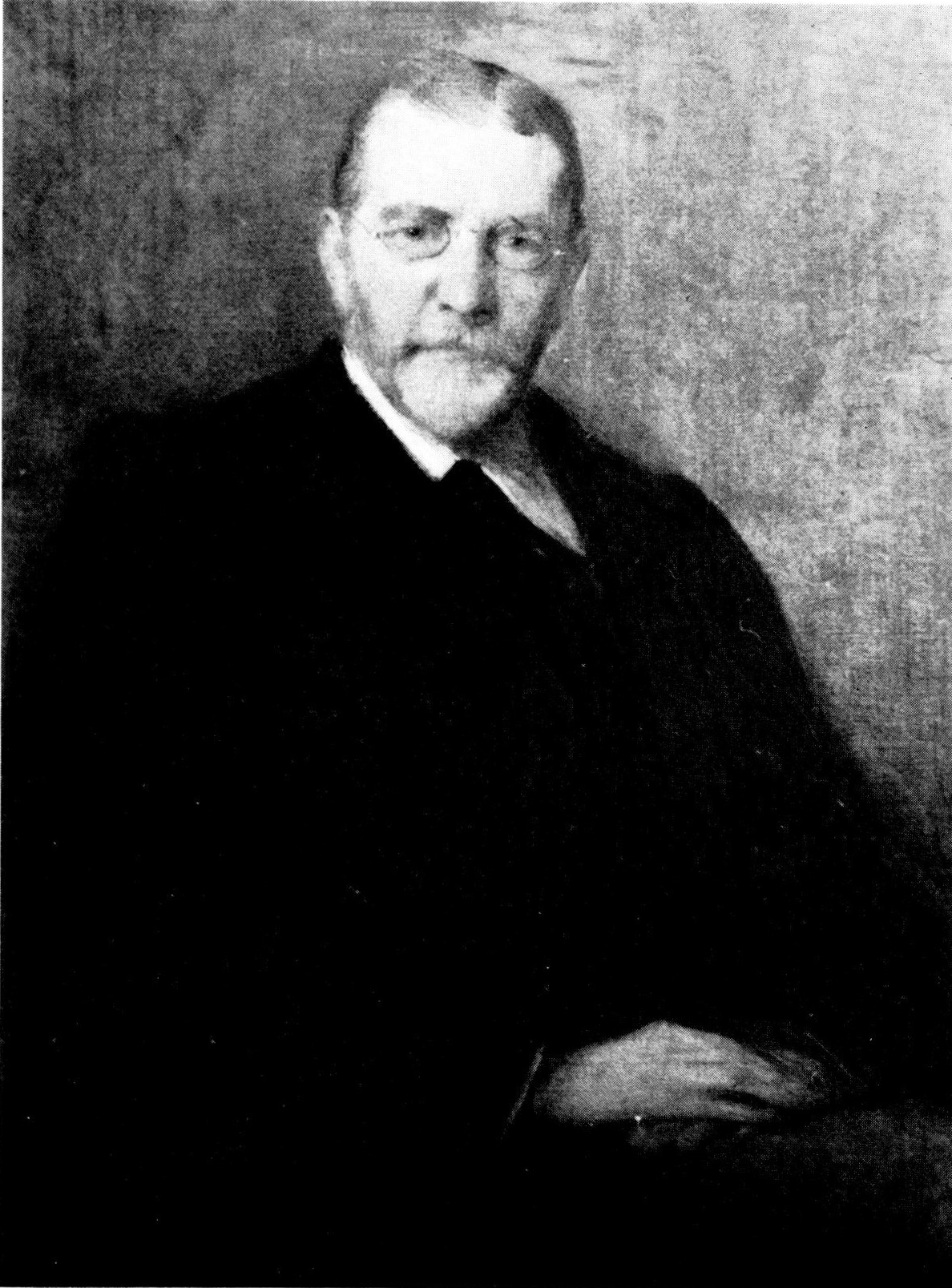
Adolf von Heppe

- 1887–1890: Axel von Colmar-Meyenburg
- 1890–1892: Julian von Hartmann[7]
- 1892–1902: Ludolph Karl Adolf von Estorff (de)
- 1902–1910: Charles de Ratibor et Corvey
- 1910–1917: Karl Mauve (de)
- 1917–1918: Fritz von Eichmann (de)
- 1918–1922: Theodor von Heppe (de)
- 1922–1932: Jann Berghaus (de)
- 1932–1934: Gustav Bansi (de)
- 1934–1937: Heinrich Refardt (de)
- 1937–1942: Lothar Eickhoff (de)
- 1942–1944: Helmut Lambert (de)
- 1944–1944: Gotwin Krieger
- 1944–1945: Hans-Joachim Fischer (de)
- 1945–1951: Mimke Berghaus (fils de Jann Berghaus (de))
- 1952–1956: Ludwig Hamann (de)
- 1957–1959: Kurt Heinrichs (de)
- 1960–1974: Hans Beutz (de)
- 1974–1978: vacant